# Wawrzynki
Wawrzynki – wieś w Polsce położona w województwie kujawsko-pomorskim, w powiecie żnińskim, w gminie Żnin.
W latach 1975–1998 miejscowość administracyjnie należała do województwa bydgoskiego. Według Narodowego Spisu Powszechnego (III 2011 r.) liczyła 186 mieszkańców. Jest 24. co do wielkości miejscowością gminy Żnin.